# Sixte (musique)
Pour les articles homonymes, voir Sixte.

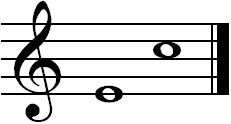
Sixte mineure mi-do

Sixte majeure do-la

En musique, une sixte, est l'intervalle qui sépare deux notes distantes de six degrés. Son renversement est la tierce (c'est son complément par rapport à l'octave). La sixte est soit mineure (4 tons), soit majeure (4 tons 1/2). Elle peut également être augmentée (5 tons) ou diminuée (3 tons 1/2).
Un intervalle d'une octave plus d'une sixte est dénommé treizième.
Elle est à consonance douce. Le rapport naturel de fréquences de deux notes séparées par un intervalle de sixte majeure est de 5 à 3, et de 8 à 5 dans le cas de la sixte mineure. Dans la gamme tempérée, ces valeurs sont altérées.

Les trois types de sixtes augmentées (et l'équivalent enharmonique de la sixte allemande EnGer+6) en Do majeur et Do mineur.

## Exemples
Commencent par une sixte mineure ascendante :
- le thème de Manhã de Carnaval (ou encore Black Orpheus) de Luiz Bonfá,
- Conquest of paradise de Vangelis, thème du film 1492
- L'orage et Les trompettes de la renommée de Georges Brassens,
- Comme toi de Jean-Jacques Goldman,
- La fille aux yeux clairs de Michel Sardou.
- En outre, la Marseillaise contient une sixte mineure entre les mots "gloire" et "est arrivé".

Commencent par une sixte mineure descendante :
- le thème de Love Story,
- Chega de saudade (également connu sous le titre anglophone No more Blues) de Antônio Carlos Jobim.

Commencent par une sixte majeure ascendante :
- L'air de La Traviata de Verdi: Libiamo ne' lieti calici
- Everybody Loves Somebody (interprété entre autres par Dean Martin, Frank Sinatra, Dinah Washington),
- Les corons de Pierre Bachelet,
- Malbrough s'en va-t-en guerre (chant populaire),
- Je l'aime à mourir de Francis Cabrel.
- All Blues de Miles Davis
- Aquarela do Brasil

Commencent par une sixte majeure descendante :
- Nobody Knows the Trouble I've Seen

Études consacrées à cet intervalle :
- Étude en ré bémol majeur, op. 25 no 8 de Frédéric Chopin,
- Étude « pour les sixtes » de Claude Debussy (Premier Livre, no 4),
- Étude en sixtes de Jean Roger-Ducasse.